# Finnország hívójelkörzetei
Finnország hívójelkörzetei az 1960-1997 között érvényben lévő területi beosztás szerinti tartományok határvonalait követi.
Finnország számára az ITU az OF-OJ hívójelprefixeket osztotta ki.

## Finnország hívójelkörzetei[1][2][3]
| Körzet | Körzet | Körzet | Körzet | Körzet | Körzet           | Lääni                                     | Tartomány / terület     |
| Körzet | OF     | OG     | OH     | OI     | OJ               | Lääni                                     | Tartomány / terület     |
| ------ | ------ | ------ | ------ | ------ | ---------------- | ----------------------------------------- | ----------------------- |
| 0      | OF0    | OG0    | OH0    | OI     | OJ0              | Ahvenanmaan                               | Aland-szigetek          |
| 0      |        |        | OH0M   |        | OJ0              | Märket                                    | Märket                  |
| 1      | OF     | OG     | OH1    | OI     |                  | Turun ja Porin                            | Nyugat-Finnország része |
| 2      | OF     | OG     | OH2    | OI     | Uudenmaan        | Dél-Finnország része                      |                         |
| 3      | OF     | OG     | OH3    | OI     | Hämeen           | Nyugat-Finnország és Dél-Finnország része |                         |
| 4      | OF     | OG     | OH4    | OI     | Mikkelin         | Kelet-Finnország része                    |                         |
| 5      | OF     | OG     | OH5    | OI     | Kymen            | Dél-Finnország része                      |                         |
| 6      | OF     | OG     | OH6    | OI     | Keski-Suomen     | Nyugat-Finnország része                   |                         |
| 6      | OF     | OG     | OH6    | OI     | Vaasan           | Nyugat-Finnország része                   |                         |
| 7      | OF     | OG     | OH7    | OI     | Kuopion          | Kelet-Finnország része                    |                         |
| 7      | OF     | OG     | OH7    | OI     | Pohjois-Karjalan | Kelet-Finnország része                    |                         |
| 8      | OF     | OG     | OH8    | OI     | Oulun            | Oulu tartomány                            |                         |
| 9      | OF     | OG     | OH9    | OI     | Lapin            | Lappföld                                  |                         |

### Finnország 1960-1997 között érvényben lévő területi beosztása[4]
1. Turun ja Porin lääni
2. Uudenmaan lääni
3. Oulun lääni
4. Mikkelin lääni
5. Vaasan lääni
6. Kuopion lääni
7. Kymen lääni
8. Hämeen lääni
9. Ahvenanmaan lääni
10. Lapin lääni
11. Keski-Suomen lääni
12. Pohjois-Karjalan lääni

## Megjegyzés
Ez a szócikk részben a finn wikipédia megfelelő oldalainak alapján lett megírva.

## Lajstromjel
Vízi és légi járművek lajstromjelezéséhez az OH prefixet használják.